# Diaea albicincta
Diaea albicincta är en spindelart som beskrevs av Pietro Pavesi 1883. Diaea albicincta ingår i släktet Diaea och familjen krabbspindlar. Inga underarter finns listade i Catalogue of Life.